# 劳拉Go
《劳拉Go》（中国大陆又译作）是2015年发行的回合制益智游戏，为古墓丽影系列的作品之一。游戏是史克威尔艾尼克斯另一品牌刺客任務系列作品《杀手Go》的精神续作，由Onoma开发。玩家在游戏中通过触摸屏，移动图版中的劳拉·克劳馥避开障碍、操作环境要素，最后走出迷宫。开发商提取了《古墓丽影》系列逃跑躲避落石及快速反应事件等主要元素，迎合《劳拉Go》中发生在独立时间线的游戏玩法。
游戏于2015年8月登陆Android、iOS、Windows和Windows Phone平台，2016年11月登陆PlayStation 4和PlayStation Vita平台，2016年12月4日在Steam发行。
评论人普遍给予游戏好评，其中游戏的画风、谜题设计及对品牌的忠诚受到表扬，但游戏流程却被指过短，关卡难度有争议。游戏获得2016年苹果设计大奖、2015年年度iPhone游戏奖及2015年游戏大奖最佳手机/手持设备游戏。

## 玩法

在游戏的每个关卡中，玩家需操纵劳拉按所示节点前往左上角的终点，途中需要移开阻碍前进的障碍物。

《劳拉Go》是一款回合制解谜游戏，为古墓丽影系列作品之一。游戏核心系统和控制方式类似于前作《杀手Go》。玩家操控系列主角劳拉·克劳馥，走出由一系列节点和连线构成的关卡。玩家和环境轮流行动；玩家在自己的回合中，按既定方向滑动触摸屏，将劳拉移动到紧邻的节点。当劳拉行动完毕后，图版上的敌人和障碍可能移动一个单位。和只能在水平面移动的《杀手Go》不同，《劳拉Go》融入了垂直运动、崖面和攀爬地形。游戏共5章，40个关卡。
游戏迷宫往后会变复杂。之后的关卡会出现新游戏机制和敌人。敌人为蛇、蜥蜴、巨型蜘蛛等致命生物。每种敌人都有特定的移动模式。玩家可从关卡中拿到矛等一次性道具，从远处投出杀死敌人。除了敌人外，玩家还要躲避巨石、锯齿、陷阱等机关。玩家还要在游戏中拉动摇杆，移动墙壁或平台开启过关的道路。玩家可在《劳拉Go》中，内购游戏谜题提示。

## 开发与发行
《劳拉Go》由史克威尔艾尼克斯蒙特利尔开发，该公司起初开发3A游戏系列，后转为制作面向西方国家的手机游戏。其他员工因转型离开公司，只有技术总监安托因·路腾（Antoine Routon）和游戏总监丹尼尔·鲁兹留了下来。在一个月的构思后，鲁兹说服路腾制作一款回合制杀手游戏——即后来的《杀手Go》。很快回合制解谜的概念应运而生——在强调游戏时间简短的同时，沿袭系列的艺术效果，就像“端庄的图版游戏”，但有多回合的重复。团队认为他们产品用最简单的形式，浓缩了系列要素。
开发团队在看到杀手系列成功缩减核心元素后，将劳拉·克劳馥的古墓丽影版本视作明显的下一步。开发队伍类似独立开发团队，由密切机动的（平均）10人组成。他们将劳拉套入《杀手Go》设定并做了调整，如弱化暗杀要素、图版游戏美学元素，增加动画时间，较之于敌人更强调环境。团队按传统古墓丽影、而非重启作品来设计视觉，不过他们也按系列美学印象——而非实际设计文稿——再创造了角色。他们设法将巨大动物或巨石追逐的场景加入了游戏。团队未沿用系列里快速反应事件等即时要素，但用崩裂地板效果来营造时间紧张感。
按开发者的设计理念，玩家无教学内容即可上手，故事也不会打断游戏体验。开发者希望玩家在《劳拉Go》中，能完整清晰的看到谜题，而非求解正确序列，故一改前作方式，将谜题要素尽量简化，无需滚动即可一览全景。游戏镜头并非固定，而是随劳拉而移动。
游戏以Unity游戏引擎制作，可以快速跨手机平台制作样本。开发者还吸取了《杀手Go》先设计平板版教训，改成先为小屏幕IPhone设计。史克威尔艾尼克斯团队为忠实于系列品牌，与古墓丽影品牌持有者水晶动力展开了合作，其中特别交换了玩家角色服装信息。
《劳拉Go》于2015年6月史克威尔艾尼克斯2015年E3电子娱乐展新闻发布会上公布。游戏于2015年8月27日在Android、IOS、Microsoft Windows和Windows Phone上发行，2016年11月登陆PlayStation 4和PlayStation Vita平台，2016年12月4日在Steam上架。

## 评价
游戏汇总媒体Metacritic统计，游戏所获评价总体正面。游戏凭借“完美、灵巧的设计”，获称苹果2015年最佳iPhone游戏称号，以及2015年游戏大奖最佳移动/掌机游戏奖。评论称赞了游戏的美学、谜题设计、对系列的忠实，但游戏过短流程遭到批评。评论对游戏难度的观点不一，过易、过难 、恰好的声音皆有存在。
《IGN》克洛伊·拉德（Chloi Rad）称游戏如同演剧、有立体感、注意细节。《Game Informer》安德鲁·赖纳（Andrew Reiner）称游戏环境生动、动画流畅，画面可跻身智能手机游戏前列。拉德对游戏难度低略有不满，赖纳则认为最终谜题复杂得难以置信。
《电子游戏月刊》雷·卡尔西诺（Ray Carsillo）批评《劳拉Go》背离了《杀手Go》的标致图版游戏基调，并称本作风格为系列中的“山寨货”。他认为谜题“说得过去”，但游戏总体而言没特别的挑战，不值得向非系列爱好者推荐。《连线》马特·佩卡姆（Matt Peckham）称游戏中的收集品太过隐蔽，令人感到迷惑。《USgamer》加兹·里格纳尔认为游戏流程不足，但称赞了游戏平衡性，他们还称《劳拉Go》是“完美的iOS游戏”。里格纳尔又称游戏或受《纪念碑谷》的影响。

### 奖项
| 大奖                   | 奖项                  | 结果 | 参考   |
| ---------------------- | --------------------- | ---- | ------ |
| 2016年苹果设计大奖     | 最佳游戏              | 獲獎 | [ 21 ] |
| 苹果2015年优秀大奖     | 年度游戏              | 獲獎 | [ 17 ] |
| 2015年游戏大奖         | 最佳手机/手持设备游戏 | 獲獎 | [ 18 ] |
| IGN2015年优秀大奖      | 年度手机游戏          | 獲獎 | [ 22 ] |
| 互动艺术与科学学会大奖 | 年度手机游戏          | 提名 | [ 23 ] |
| 互动艺术与科学学会大奖 | 最佳美术指导          | 提名 | [ 23 ] |
| 互动艺术与科学学会大奖 | 最佳游戏指导          | 提名 | [ 23 ] |

## 续作
游戏的续作《杀出重围Go》改编自《杀出重围》系列游戏，于2016年E3电子娱乐展前举行的新闻发布会上公布，2016年8月18日在Android和iOS平台的手机和平板电脑发行。该游戏玩法上与本作类似，玩家需要控制《杀出重围》系列的主角亚当·杰森（Adam Jensen）朝向出口六角形节点间移动。《Go》系列一贯的买断模式已经不为大多数玩家接受，加上作品4.99美元的定价比起市面上其他免费游玩的作品要昂贵，该作品已成为《Go》系列的最后一部作品。